# Huiswijn
Een huiswijn is een wijn die door de aanbieder ervan wordt aanbevolen als een voor veel mensen toegankelijke wijn. Vanuit commercieel oogpunt is dit tegen een relatief gunstige prijs. Met de term "huiswijn" wordt geen bepaalde smaak, type of kleur aangeduid. Het kan hier dus een eenvoudige tafelwijn betreffen, maar mogelijk ook een hogere kwaliteitswijn.
In de horeca wordt huiswijn geschonken als 'standaard' wijn, meestal per glas of karaf. Hierbij is de kwaliteit van de wijn, maar ook de uitstraling en presentatie een indicator. Het zegt wat over de algehele kwaliteit van het restaurant, mede gelet op de inkoopprijs die betreffende wijn met zich meebrengt. 
In de detailhandel zoals slijterijen en supermarkten wordt huiswijn verkocht onder hun huismerk. Doorgaans liggen de prijzen in het lagere marktsegment en gaat het hier om een tafelwijn of landwijn.